# Stabilimento FCA di Grugliasco
Lo stabilimento Stellantis di Grugliasco (ufficialmente denominato Avvocato Gianni Agnelli Plant) è una fabbrica automobilistica situata nel comune di Grugliasco nella città metropolitana di Torino; costruita nel 1959 dalla Bertone, nel 2009 divenne proprietà del gruppo Fiat, confluito a sua volta nel 2021 in Stellantis.

## Storia

### Lo stabilimento di Bertone (1959-2008)
In un piano di sviluppo della produzione, spinto anche dalla commessa ottenuta dalla NSU Motorenwerke per la fabbricazione della NSU Prinz Sport, la Carrozzeria Bertone decise la costruzione di un nuovo apparato produttivo che venne inaugurato nel 1959,  in Corso Allamano, 46
Da quel momento iniziò la produzione o l'assemblaggio di versioni specifiche dei modelli di serie per conto di varie case automobilistiche, a partire dalla Fiat 850 Spider che, tra il 1965 e il 1972 venne prodotta in oltre 130.000 esemplari. Tra gli altri modelli che, oltre a essere disegnati, furono assemblati direttamente a Grugliasco vi sono la ASA 1000 GT, la Volvo 780, le versioni cabriolet dell'Opel Astra F e della Fiat Punto e la Opel Astra Coupé e Cabriolet G. Nel 2000 vi fu anche un'escursione in campo motociclette con l'assemblaggio del BMW C1.

### La cessione a Fiat Chrysler (2009-2021)
Lo stabilimento fu ceduto da Bertone al Gruppo Fiat  (all'epoca già Fiat Chrysler, amministrato da Sergio Marchionne) nel 2009; l'obiettivo era quello di mantenerne la vocazione di centro per l'assemblaggio di mezzi di livello o particolari. Con la cessione, formalizzata il  6 agosto del 2009, la struttura venne ridenominata FGA-OAG (Officine Automobilistiche Grugliasco), per poi essere chiamata AGAP, acronimo di "Avvocato Gianni Agnelli Plant". Chiusa la cassa integrazione in corso dal 2008 per i suoi lavoratori (circa 1.400 lavoratori), l'impianto fu rilanciato nel corso del secondo decennio dei duemila, venendo ristrutturato e inaugurato, nella sua forma attuale, a gennaio del 2013. Dal 2013 venne ivi assemblata anche la nuova Maserati Quattroporte e la nuova Maserati Ghibli del 2013, con l'aumento della forza lavoro a circa 1500 addetti.

### La messa in vendita (2022-oggi)
Nel 2022, Stellantis, in una propria ottica di riorganizzazione degli spazi, ha annunciato la volontà di vendere la struttura entro il 2024, con il trasferimento dei duecento lavoratori rimasti a Mirafiori, dove nel frattempo è stata trasferita la produzione della Maserati Quattroporte e della Maserati Ghibli. L'impianto produttivo, mutato nel corso degli anni e composto oggi di diversi corpi di fabbrica (capannoni produttivi, logistici, un immobile a destinazione uffici, locali tecnici, manufatti accessori) oltre a due lotti di terreno edificabili (a ridosso dei piazzali a parcheggio lungo via Bertone e di fronte allo stabilimento sul lato opposto di Corso Allamano), occupa una superficie di 115.000 metri quadrati a uso produttivo (e 205 mila totali) ma è impiegato solo per l'attività di lastratura, con ingresso in via Cumiana, che dovrebbe concludersi entro il 2024. Negli spazi ha sede anche la Lear Corporation, con accesso da corso Allamano, multinazionale americana che produce, anche per le Maserati, sedili e sistemi elettrici.
Dopo una serie di contatti con produttori cinesi e italiani, conclusi senza esito positivo, la destinazione d'uso resterebbe, per volontà del comune, immutata, dovendo quindi rimanere a vocazione industriale. Proposta anche online per la vendita, con l'alienazione la fabbrica giungerebbe alla fine della propria esistenza quale parte del Gruppo. 

## Automobili prodotte

### Auto fuori produzione
| Foto | Marca    | Modello                    | Inizio produzione | Fine produzione |
| ---- | -------- | -------------------------- | ----------------- | --------------- |
|      | NSU      | Prinz Sport                | 1959              | 1967            |
|      | ASA      | 1000 GT                    | 1962              | 1967            |
|      | FIAT     | 850 Spider                 | 1965              | 1973            |
|      | Volvo    | 780                        | 1985              | 1993            |
|      | Opel     | Astra Cabrio               | 1993              | 1999            |
|      | FIAT     | Punto Cabrio               | 1993              | 1999            |
|      | BMW      | C1                         | 1999              | 2003            |
|      | Opel     | Astra Coupé e Cabrio       | 2000              | 2005            |
|      | Mini     | Mini Cooper S JCW GP (R53) | 2006              | 2006            |
|      | Maserati | Quattroporte VI            | 2013              | 2021            |
|      | Maserati | Ghibli III                 | 2013              | 2021            |